# 愛到底
『愛到底』（あいとうてい）は、2009年に製作された台湾映画。同年3月に台湾と香港で上映された。日本未公開。

## 概要
4つのエピソードから構成されるオムニバス台湾映画。范逸臣、田中千絵、陳柏霖といった豪華キャスティングが話題を呼んだ。黄子佼、方文山、九把刀、陳奕先ら4人の監督が制作。
また主題歌は日本のロックバンド・pigstarの「I can't」が起用された。

## キャスト
- 范逸臣
- 田中千絵
- 陳柏霖
- 藍正龍
- 阮經天
- 頼雅妍
- 劉心悠
- 曾愷玹
- 邱澤
- 蘇有朋
- 朱孝天
- Makiyo

等